# Krinne Spitze
Krinne Spitze är en bergstopp i Österrike.   Den ligger i distriktet Reutte och förbundslandet Tyrolen, i den västra delen av landet, 400 km väster om huvudstaden Wien. Toppen på Krinne Spitze är 1 754 meter över havet.
Terrängen runt Krinne Spitze är bergig åt sydost, men åt nordväst är den kuperad. Runt Krinne Spitze är det ganska glesbefolkat, med 26 invånare per kvadratkilometer.. Närmaste större samhälle är Reutte, 10,2 km öster om Krinne Spitze. 
I omgivningarna runt Krinne Spitze växer i huvudsak blandskog.